# Clubiona bengalensis
Clubiona bengalensis är en spindelart som beskrevs av Biswas 1984. Clubiona bengalensis ingår i släktet Clubiona och familjen säckspindlar. Inga underarter finns listade i Catalogue of Life.